# Nathan Zach
Nathan Zach (în ebraică:נתן זך; n. 13 decembrie 1930, Berlin, Republica de la Weimar – d. 6 noiembrie 2020, Ramat Gan, Israel) a fost un poet ebraic israelian originar din Germania.

## Biografie
Nathan Zach s-a născut în anul 1930 la Berlin sub numele de Harry (Nathan) Seitelbach, ca fiu al unui tată evreu și al unei mame italiene.
În anul 1936 a emigrat în Palestina, aflată pe atunci sub regimul manadatului britanic, și s-a stabilit la Haifa. A luptat în Războiul de independență al Israelului în anii 1948-1949.
În anul 1955 el a publicat prima sa culegere de versuri Shirim Rishonim (Primele versuri) și a tradus mai multe piese de teatru germane pentru ansambluri dramatice israeliene.
Reprezentant al generației de poeți de după întemeierea statului Israel, Zach a avut o mare influență asupra evoluției poeziei israeliene moderne, atât ca poet și traducător, cât și ca redactor și critic literar. Un ecou particular în rândurile poeților din anii 1950-1960 l-a avut manifestul artistic intitulat Zman veRitmus etzel Bergson uvaShira haModernit (Timp și ritm la Bergson și în poezia modernă). Zach este unul din cei mai însemnați novatori în poezia ebraică de după 1950 și este cunoscut totodată pentru traducerile sale din  versurile lui Allen Ginsberg și Else Lasker-Schüler.
Eseul său, Reflexiuni asupra poeziei lui Alterman, care a apărut în revista literară Achshav (Acum) în anul 1959, a reprezentat însă principalul manifest al poeților rebeli reuniți în grupul Likrat (Spre) împotriva patosului liric al poeților din generația precedentă și care conținea un atac fără precedent asupra lui Nathan Alterman, unul din cei mai importanți și stimați poeți din țară. În acest eseu Zach a definit noi reguli în poezia ebraică, inclusiv în materie de rimă și metrică.  
Între anii 1960-1967 Nathan Zach a predat în mai multe instituții de învățământ superior din Israel la Tel Aviv și Haifa. Între anii 1968-1979 el a trăit în Anglia, unde a obținut titlul de doctor în științe (PhD) la Universitatea Essex. Întors în Israel a conferențiat la Universitatea din Tel Aviv, iar mai apoi a fost numit profesor la Universitatea din Haifa. 
A mai îndeplinit funcția de președinte al comitetelor de repertoriu al teatrelor Ohel și Cameri din Tel Aviv.

## Premii și distincții
- 1982 - Premiul Bialik pentru literatură ebraică
- 1993 - Premiul Feronia din Roma
- 1995 - Premiul de stat - Premiul Israel pentru poezie ebraică